# José Joaquim Gomes de Castro, 1.º Conde de Castro
José Joaquim Gomes de Castro (Porto, 13 de Dezembro de 1794 – Lisboa, São José, 8 de Outubro de 1878), 1.° Visconde de Castro e 1.° Conde de Castro, foi um político português.

## Biografia
Foi Negociante e Maçon, perseguido pelo Miguelismo. Veio a desembarcar em Portugal com o Rei D. Pedro IV de Portugal.
Foi Vogal do Tribunal Superior Administrativo e Deputado em 1834-1836. Em Novembro de 1836 foi acusado de Alta-Traição, na sequência da Belenzada, Voltou a ser Deputado em 1838-1840, em 1840-1842 e em 1842-1844. A 26 de Dezembro de 1844 foi feito Par do Reino.
Exerceu os cargos de Ministro da Marinha, de Ministro dos Negócios Estrangeiros de 14 de Setembro de 1842 a 20 de Maio de 1846, no Governo Cartista de António José de Sousa Manuel e Meneses Severim de Noronha, 1.° Duque da Terceira, e de 29 de Março de 1848 a 18 de Junho de 1849, enquanto Cabralista, de cujo Partido se assumiu como um dos Líderes desde o início da Regeneração a 1 de Maio de 1851, de Juiz Conselheiro e 1.° Presidente do Tribunal de Contas de 10 de Novembro de 1849 a 25 de Julho de 1850, e de Ministro dos Negócios Estrangeiros e Ministro das Obras Públicas, Comércio e Indústria de 4 de Setembro de 1865 a 9 de Maio de 1866, no Governo da Fusão, enquanto Militante do Partido Regenerador.
O título de 1.° Visconde de Castro foi-lhe concedido pela Rainha D. Maria II de Portugal por Decreto de 23 de Dezembro de 1848 e o título de 1.° Conde de Castro foi-lhe concedido pelo Rei D. Luís I de Portugal por Decreto de 30 de Setembro e Carta de 2 de Outubro de 1862.
Usou por Armas um escudo partido, a 1.ª Gomes indevidamente e a 2.ª de Castro de seis arruelas com timbre de Gomes e coroa de Visconde, depois de Conde.
Casou com Maria Máxima da Costa Carvalho (Porto, 8 de Outubro de 1812 - Lisboa, 12 de Outubro de 1853), com geração.
Foi tio paterno do 1.° Visconde de Borges de Castro e 5.° avô de Fernando de Medina Maciel Almeida Correia.